# 春山听杜鹃
〈春山听杜鹃〉，古琴曲。

## 琴谱关联
《天闻阁琴谱》、《松风阁琴谱》、《悟雪山房琴谱》、《春草堂琴谱》、《琴学摘要》、《琴学入门》等均收录此琴曲。

## 解題
《春草堂琴譜》：「是曲正韻多收七絃，乃宮音之清者，其高激處，益復凄絕。〈秋鴻〉、〈搗衣〉皆用是調，彈此可以槩之。」

## 相关资料
1. ↑  琴曲集成 中国艺术研究院音乐研究所 中华书局 2010年版
2. ↑   《春草堂琴譜》  曹澹齋 蘇琴山 戴蘭崖等編 清 乾隆九年